# ボルハ・オウビーニャ

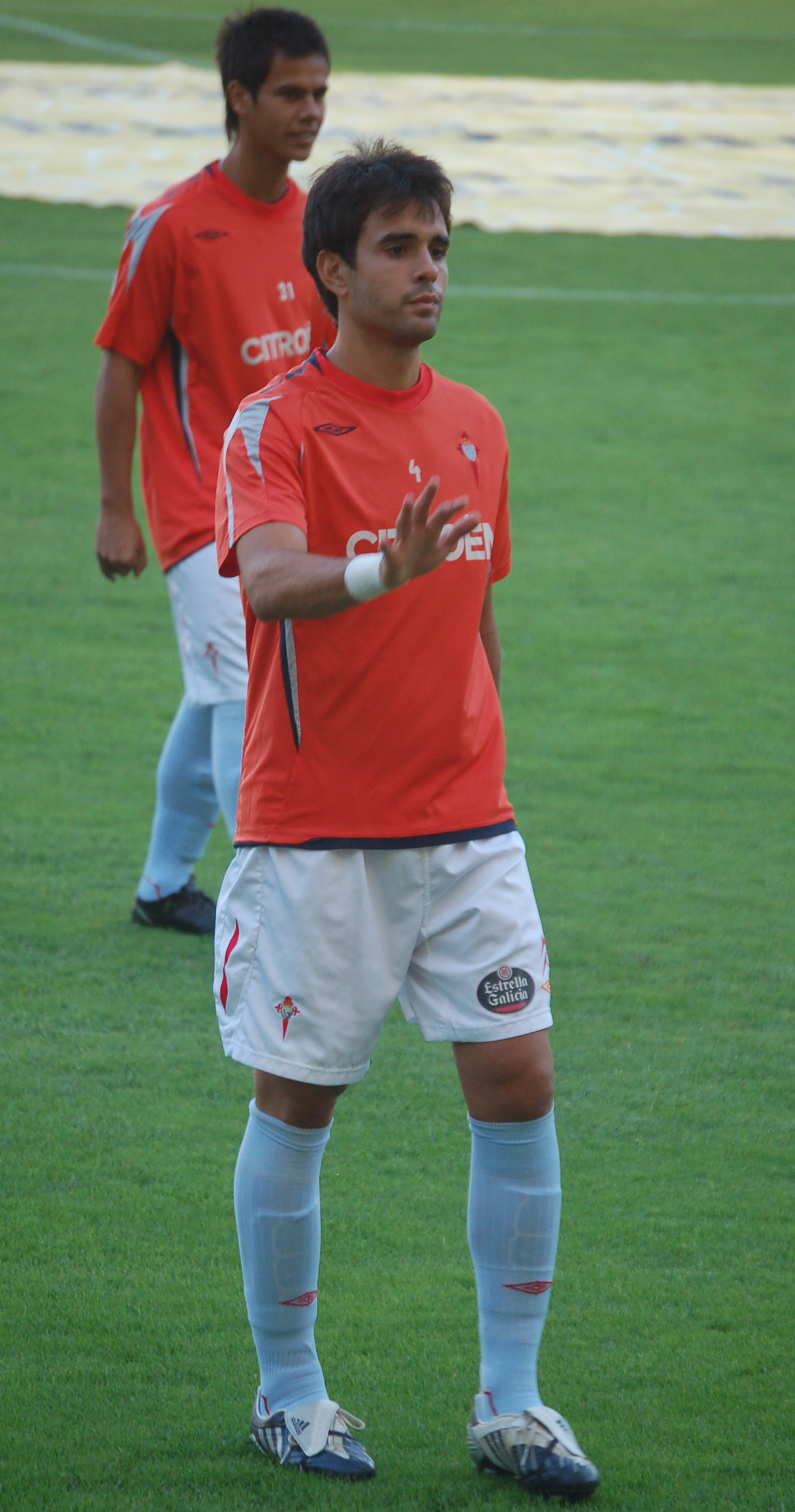
2009年のオウビーニャ

ボルハ・オウビーニャ・メレンデス（Borja Oubiña Meléndez, 1982年5月17日 - ）は、スペイン・ビーゴ出身の元サッカー選手。セルタ・デ・ビーゴ所属。スペイン代表であった。ポジションはMF（センターハーフ）。

## 経歴

### クラブ
幼い頃からセルタ・デ・ビーゴの大ファンであり、セルタの下部組織で育つと、2003-04シーズンのバレンシアCF戦 (2-2) でトップチームデビューした。セルタは同シーズンにUEFAチャンピオンズリーグにも出場したが、ミゲル・アンヘル・ロティーナ監督率いるチームはリーグ戦で低迷し、19位でセグンダ・ディビシオン（2部）降格となった。オウビーニャはリーグ戦12試合に出場したが、セグンダ・ディビシオン降格が決まった瞬間に泣き崩れた。2004-05シーズンはチームの支柱となり、フェルナンド・バスケス監督が率いるチームで30試合に出場して、1シーズンでのプリメーラ・ディビシオン（1部）復帰に貢献した。2005-06シーズンは36試合に出場してプリメーラでの初得点も記録した。2006-07シーズン終了後に再びセグンダ・ディビシオン降格が決まり、オウビーニャは移籍を希望した。まだセルタとの契約が残っていたが、8月にはホセ・アントニオ・カマーチョ監督率いるSLベンフィカが獲得レースの先頭に立っていると思われた。しかし、1000万ユーロと言われる移籍金がネックとなって移籍は実現しなかった。
2007年8月31日、イングランド・プレミアリーグのバーミンガム・シティFCに1年間の契約でレンタル移籍し、9月15日のボルトン・ワンダラーズFC戦でデビューした。移籍2戦目はリヴァプールFC戦であったが、前半13分にディルク・カイトと衝突して左足前十字靭帯を負傷し、6ヶ月もの間戦線離脱した。2008年2月9日、クラブと双方合意の上でレンタル移籍の契約を解除し、ビーゴに戻ってリハビリを開始した。1年以上試合に出られなかったが、12月6日のUDラス・パルマス戦(0-2)で復帰し、最後の4分間だけプレーした。2008-09シーズンはリーグ戦15試合に出場した。2009年9月中旬に再び負傷し、2010年初頭に十字靭帯の怪我が完治することを目指して10月に手術を受けた。
33歳になった5日後の2015年5月22日に、引退を表明。

### 代表
2006年の2006 FIFAワールドカップの際にはスペイン代表の30人の候補に入ったが、23人の最終登録メンバーからは外れた。大会後の9月2日、バダホスで行われたUEFA EURO 2008予選のリヒテンシュタイン戦 (4-0) で、後半にダビド・アルベルダとの交代で出場してスペイン代表デビューした。
ガリシア州代表にも選出されている。

## 個人成績
| クラブ成績   | クラブ成績   | クラブ成績   | リーグ | リーグ | カップ   | カップ   | 国際大会   | 国際大会   | 通算 | 通算 |
| シーズン     | クラブ       | リーグ       | 出場   | 得点   | 出場     | 得点     | 出場       | 得点       | 出場 | 得点 |
| スペイン     | スペイン     | スペイン     | リーグ | リーグ | 国王杯   | 国王杯   | ヨーロッパ | ヨーロッパ | 通算 | 通算 |
| ------------ | ------------ | ------------ | ------ | ------ | -------- | -------- | ---------- | ---------- | ---- | ---- |
| 2001-02      | セルタB      | セグンダB    | 35     | 1      | -        | -        | -          | -          | 35   | 1    |
| 2002-03      | セルタB      | セグンダB    | 20     | 3      | -        | -        | -          | -          | 20   | 3    |
| 2003-04      | セルタB      | セグンダB    | 13     | 1      | -        | -        | -          | -          | 13   | 1    |
| 2003-04      | セルタ       | プリメーラ   | 12     | 0      | 1        | 0        | 2          | 0          | 15   | 0    |
| 2004-05      | セルタ       | セグンダ     | 30     | 1      | 1        | 0        | -          | -          | 31   | 0    |
| 2005–06      | セルタ       | プリメーラ   | 36     | 1      | 2        | 0        | -          | -          | 38   | 0    |
| 2006-07      | セルタ       | プリメーラ   | 30     | 1      | ?        | ?        | ?          | ?          | 30   | 1    |
| 2007-08      | セルタ       | セグンダ     | 1      | 0      | -        | -        | -          | -          | 1    | 0    |
| イングランド | イングランド | イングランド | リーグ | リーグ | FAカップ | FAカップ | ヨーロッパ | ヨーロッパ | 通算 | 通算 |
| 2007-08      | バーミンガム | プレミア     | 2      | 0      | -        | -        | -          | -          | 2    | 0    |
| スペイン     | スペイン     | スペイン     | リーグ | リーグ | 国王杯   | 国王杯   | ヨーロッパ | ヨーロッパ | 通算 | 通算 |
| 2008-09      | セルタ       | セグンダ     | 15     | 0      | -        | -        | -          | -          | 15   | 0    |
| 2009-10      | セルタ       | セグンダ     | 0      | 0      | -        | -        | -          | -          | 0    | 0    |
| 通算         | スペイン     | スペイン     |        |        |          |          |            |            |      |      |
| 通算         | イングランド | イングランド | 2      | 0      | -        | -        | -          | -          | 2    | 0    |
| 総通算       |              |              |        |        |          |          |            |            |      |      |